# Santa Eugènia de Berga
Santa Eugènia de Berga és un ens local històric i també un municipi de la comarca d'Osona, situat al centre-sud de la regió de l'Alt Ter.
Fins al primer terç del Segle XIX aquest municipi també comprenia el terme de Vilalleons, que se'n va independitzar en una data entre 1832 i 1839.

## Geografia
- Llista de topònims de Santa Eugènia de Berga (Orografia: muntanyes, serres, collades, indrets..; hidrografia: rius, fonts...; edificis: cases, masies, esglésies, etc).

| Entitat de població    | Habitants (2023) |
| Santa Eugènia de Berga | 1.842            |
| el Raval de Taradell   | 461              |
| Font: Idescat          |                  |

## Demografia
| 1497 f | 1515 f | 1553 f | 1717 | 1787 | 1857 | 1877 | 1887 | 1900 | 1910 |
| ------ | ------ | ------ | ---- | ---- | ---- | ---- | ---- | ---- | ---- |
| 10     | 17     | 11     | 204  | 297  | 518  | 406  | 414  | 453  | 448  |

| 1920 | 1930 | 1940 | 1950 | 1960 | 1970 | 1981  | 1990  | 1992  | 1994  |
| ---- | ---- | ---- | ---- | ---- | ---- | ----- | ----- | ----- | ----- |
| 457  | 549  | 588  | 595  | 611  | 659  | 1.119 | 1.536 | 1.590 | 1.590 |

| 1996  | 1998  | 2000  | 2002  | 2004  | 2006  | 2008  | 2010  | 2012  | 2014  |
| ----- | ----- | ----- | ----- | ----- | ----- | ----- | ----- | ----- | ----- |
| 1.905 | 1.938 | 1.946 | 1.999 | 2.016 | 2.178 | 2.235 | 2.261 | 2.269 | 2.233 |

| 2016  | 2018  | 2020  | 2022  | 2024  | 2026 | 2028 | 2030 | 2032 | 2034 |
| ----- | ----- | ----- | ----- | ----- | ---- | ---- | ---- | ---- | ---- |
| 2.246 | 2.226 | 2.278 | 2.256 | 2.308 | -    | -    | -    | -    | -    |

## Indrets d'interès
- Església de Santa Eugènia de Berga.[3]